# Polozobánka malajská
Polozobánka malajská, také dolnoretka říční či štikohlavec polozobanovitý (Dermogenys pusilla), je druh ryby z rodu polozobánka (Dermogenys).

## Areál rozšíření
Řeky a potoky Indonésie, Jávy, Malajsie, Sumatry a Thajska.

## Popis
Spodní čelist této zajímavé ryby je dvojnásobně delší než její horní část. Tato anatomická zvláštnost pomáhá rybě při sběru potravy z vodní hladiny. Zbarvení těla je zlatozelené, s malými skvrnami po stranách. Samčí řitní ploutev je zahnutá, samičí je ve tvaru lopatky ventilátoru.